# 捕われた女
『捕われた女』（とらわれたおんな、原題:Captive）は2015年に公開されたスリラー映画である。監督はジェリー・ジェームソン、主演はデヴィッド・オイェロウォとケイト・マーラが務めた。本作はアシュリー・スミスが2010年に上梓したノンフィクション『Unlikely Angel』を原作としている。
なお、本作は日本で劇場公開されなかったが、スター・チャンネルで放送されたことがある。

## 概要
2005年3月11日、レイプ事件の裁判の最中にブライアン・ニコルズ被告が警官の銃を奪い取るという事態が発生した。ニコルズは主審のローランド・バーンズら2名を殺害し、1人の警官に重傷を負わせた。その後、移民税関捜査局の職員をも殺害した。
裁判中の法廷から被告が脱走するという異常事態を受けて、州警察はニコルズの捜索に全力を挙げていた。半ば狂乱状態で逃走を続けていたニコルズは、アシュリー・スミスの自宅に押し入った。スミスはシングルマザーで、ドラッグ依存症の治療を受けていた。ニコルズはそんな彼女を人質に取ったのである。絶体絶命の危機に陥ったスミスだったが、予期せぬものが彼女の命を救うことになった。それはリック・ウォレンの著書『人生を導く5つの目的 自分らしく生きるための40章』であった。

## キャスト
- デヴィッド・オイェロウォ - ブライアン・ニコルズ
- ケイト・マーラ - アシュリー・スミス
- マイケル・K・ウィリアムズ - ジョン・チェストナット刑事
- レオノア・ヴァレラ - カルメン・サンチェス刑事
- ジェシカ・オイェロウォ - メレディス・マッケンジー
- ミミ・ロジャース - キム・ロジャース
- マット・ロウ - ランディ
- E・ロジャー・ミッチェル - ティーズリー
- ビル・ベネット - ウォルターズ保安官
- スコット・パークス - ヘンダーソン
- J・カレン・トーマス - ミセス・ニコルズ
- フレド・ギャレ - ボルトビー
- エル・グラハム - ペイジ
- ジョアンナ・ジョウェット - キャメロン・サンプソン
- クローディア・チャーチ - メリッサ
- マイケル・ハーディング - ブラッドリー・シンプソン
- ウィリアム・ボイヤー - 狙撃手
- シデル・ノエル - リン・キャンベル

## 製作
2013年10月15日、デヴィッド・オイェロウォ、ケイト・マーラ、レオノア・ヴァレラ、ミミ・ロジャースの4名が本作に起用されたと報じられた。24日、マイケル・K・ウィリアムズの出演が決まったとの報道があった。2015年3月16日、ジェシカ・オイェロウォが本作に出演していると報じられた。

### 撮影
2013年10月、本作の主要撮影がノースカロライナ州で始まった。

## 公開
2015年3月16日、パラマウント映画が本作の全世界配給権を購入し、同年9月18日に全米公開する予定だと発表した。6月16日、本作のファースト・トレイラーが公開された。

## 興行収入
本作は『メイズ・ランナー2: 砂漠の迷宮』及び『ブラック・スキャンダル』と同じ週に公開され、公開初週末に640万ドル前後を稼ぎ出すと予想されていたが、実際の数字はそれを大きく下回るものであった。2015年9月18日、本作は全米806館で封切られ、公開初週末に139万ドルを稼ぎ出し、週末興行収入ランキング初登場11位となった。

## 評価
本作に対する批評家の評価は芳しいものではない。映画批評集積サイトのRotten Tomatoesには50件のレビューがあり、批評家支持率は26%、平均点は10点満点で4.4点となっている。サイト側による批評家の見解の要約は「自己啓発本のための広告文を2倍長くしたような脚本のせいで、『捕われた女』はデヴィッド・オイェロウォとケイト・マーラの名演及びドラマチックな実話を台無しにしている。」となっている。また、Metacriticには19件のレビューがあり、加重平均値は37/100となっている。